# György Lukács
György Lukács (tên khai sinh György Bernát Löwinger; tiếng Hungary: szegedi Lukács György Bernát; tiếng Đức: Georg Bernard Baron Lukács von Szegedin; 13 tháng 4 năm 1885 - 4 tháng 6 năm 1971) là một nhà triết học Mác xít Hungary, nhà sử học văn học, nhà phê bình và nhà thẩm mỹ học. Ông là một trong những người sáng lập ra chủ nghĩa Mác phương Tây, một thuyết lý giải khác với hệ thống tư tưởng chính thống của chủ nghĩa Mác ở Liên Xô. Ông đã phát triển lý thuyết duy nhất, và đóng góp vào lý thuyết của Mác với những phát triển của lý thuyết về ý thức giai cấp của C.Mác. Ông cũng là một nhà triết học chủ nghĩa Lênin. Ông đã phát triển về mặt tư tưởng và tổ chức thực tiễn cách mạng thực dụng của Lenin thành triết lý chính thức của đội tiên phong cách mạng.
Là một nhà phê bình văn học, Lukács có ảnh hưởng đặc biệt do những phát triển lý thuyết của ông về chủ nghĩa hiện thực và tiểu thuyết như một thể loại văn học. Năm 1919, ông được bổ nhiệm làm Bộ trưởng Bộ Văn hóa Hungary của chính phủ Cộng hòa Xô viết Hungary tồn tại trong thời gian ngắn (tháng 3 - tháng 8 năm 1919).
Lukács là một trí thức Mác xít ưu tú của thời kỳ Stalin, mặc dù việc đánh giá di sản của ông hơi khó khăn vì Lukács vừa ủng hộ chủ nghĩa Stalin như hiện thân của tư tưởng Mác, vừa ủng hộ việc quay trở lại chủ nghĩa Mác thời tiền Stalin.

## Cước chú
1. ↑  UK: /ˈdʒɜːrdʒ ˈluːkætʃ/, US: /-kɑːtʃ/; tiếng Hungary: [ˈɟørɟ ˈlukaːtʃ]
2. ↑  tiếng Đức: [ˈløːvɪŋɐ]
3. ↑  tiếng Đức: [ˈluːkatʃ]